# Pável Parenago
Pável Pétrovich Parenago (en ruso: Па́вел Петро́вич Парена́го; 7 de marzojul./ 20 de marzo de 1906greg. – 5 de enero de 1960) fue un científico soviético, profesor de astronomía, director del Departamento de Astronomía Estelar en la Universidad Estatal de Moscú, y miembro Correspondiente de la Academia Soviética de Ciencias.

## Primeros años
Parenago nació en la familia de un médico en 1906, en la ciudad de Krasnodar. Completó su educación escolar media en Moscú en 1922, comenzando su trabajo científico cuando todavía era un estudiante. Se graduó en la Universidad Estatal de Moscú en 1929, siendo ya por entonces un científico altamente cualificado.

## Trabajos científicos
En 1932 comenzó estudios de la estructura y cinemática de la Vía Láctea, basados principalmente en datos estelares. Con su colega B.V. Kukarkin, inició una recopilación extensa de datos de estrellas variables. Durante sus estudios, Parenago observó aproximadamente unas 3000 estrellas en la región de la nebulosa de Orión de la galaxia, la zona más cercana al Sol en la que se están generando estrellas.
Por entonces asumió un puesto de profesor conferenciante sobre astronomía estelar en la Universidad de Moscú, siendo suyo en 1934 el primer curso sobre astronomía galáctica impartido en la Unión Soviética. En 1939 obtuvo un puesto de profesor titular y organizó el Departamento de Astronomía Estelar, del que fue nombrado director en 1940. También escribió un libro de texto titulado Curso de Astronomía Estelar.
En 1940 comenzó a investigar la absorción de la luz en el espacio interestelar, realizando descubrimientos relevantes en este campo. También fue un entusiasta astrónomo aficionado y publicó trabajos y pronunció conferencias para educar al público sobre el tema. Intervino en la búsqueda de estrellas enanas, esperando encontrar una causa para sus velocidades inusuales, así como la dinámica de los sistemas de estrellas.
Después de ser elegido miembro Correspondiente de la Academia de Ciencias en 1953,  fue el primer científico en recibir el Premio Bredikhin, fundado por la Academia en 1954.
En sus últimos años, Parenago dedicó mucho de su tiempo a revisar sus primeros trabajos. Murió en 1960, tras permanecer unos años enfermo.

## Reconocimientos
- Orden de Lenin por sus contribuciones a la Ciencia Soviética.

## Eponimia
- El cráter lunar Parenago lleva este nombre en su memoria.[2]
- El asteroide (2484) Parenago también conmemora su nombre.[3]